# Leo Lionni

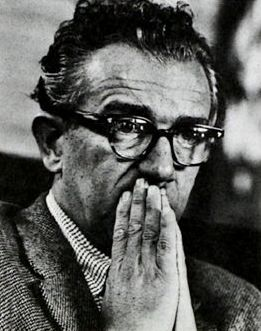
Leo Lionni

Leo Lionni (* 5. Mai 1910 in Amsterdam; † 11. Oktober 1999 in Radda in Chianti) war ein US-amerikanischer Grafiker, Maler und Schriftsteller, der lange Jahre in Italien lebte.

## Leben
Leo Lionni wurde als Sohn eines jüdischen Diamantenschleifers und einer Sängerin in Amsterdam geboren. Als Junge begeisterte er sich für Malerei und kopierte bereits als 10-Jähriger in den Museen die alten Meister. 1922 übersiedelten die Eltern mit ihm in die USA und zogen danach noch in diverse andere Länder, so dass er mit 14 Jahren bereits fünf Sprachen beherrschte.
1925 kamen sie nach Italien, wo Leo auf Wunsch seines Vaters in Genua Volkswirtschaft studierte und 1935 mit einer Arbeit über den Diamantenhandel promovierte. Während seines Studiums war er bereits als Grafiker und Maler tätig und schloss sich der Kunstbewegung des Futurismus an. 1939 emigrierte Lionni in die Vereinigten Staaten und arbeitete als künstlerischer Leiter für verschiedene Zeitschriften, wo sein „italienischer Stil“ für Furore sorgte. 1945 wurde er amerikanischer Staatsbürger.
Lionni hatte auch mehrfach Lehraufträge. 1946 unterrichtete er Werbegrafik am Black Mountain College. 1954 lehrte er an der Parsons School of Design in New York; 1967 war er am Institute of Design in Ahmedabad, India und an der University of Illinois tätig. Von 1982 bis 1985 lehrte er am Cooper Union College.
1962 kehrte Lionni nach Italien zurück, obwohl er als Artdirector beim Fortune Magazine in New York sehr gut verdiente, und arbeitete seither als freischaffender Künstler. 1959 erschien mit Little Blue and little yellow sein erstes Kinderbuch.
Bis ins hohe Alter arbeitete Lionni an vielen verschiedenen Materialien wie Holz, Glas, Lehm und sogar Elfenbein. Lionni inspirierte viele andere Illustratoren und Künstler, unter anderem Eric Carle, dessen Talent als Bilderbuchkünstler er lange vor Carle selbst erkannte. 
Die letzten Jahre vor seinem Tod lebte der an Parkinson erkrankte Lionni vor allem in seinem Haus in der Toskana und in seinem Appartement in New York. Er starb im Alter von 89 Jahren.

## Auszeichnungen (Auswahl)
- 1962: Lewis Carroll Shelf Award für Inch by Inch
- 1964: Deutscher Jugendliteraturpreis für Swimmy
- 1974: Elected to Art Directors Hall of Fame
- 1984: American Institute of Graphic Arts Gold Medal
- An ALA Notable Children’s Books für Swimmy
- A New York Times Best Illustrated Books of the Year für Swimmy
- A Caldecott Honor Book für Swimmy
- A School Library Journal Best Book of the Year für Frederick
- An ALA Notable Children’s Book für Frederick
- A Library of Congress Children’s Book of the Year für Frederick
- A New York Times Best Illustrated Book of the Year für Frederick
- A Caldecott Honor Book für Frederick[4]

## Werke (in Auswahl)
- Das kleine Blau und das kleine Gelb (Original: Little Blue and little yellow), 1962
- Stück für Stück (Original: Inch by Inch), 1962
- Swimmy (Bilderbuch), 1963 (dt. 1964)
- Frederick (Bilderbuch), 1967 (dt. 1967)
- Der Buchstabenbaum, 1968
- Das größte Haus der Welt (Original: The biggest house of the world), 1969
- Alexander und die Aufziehmaus (Original: Alexander and the wind-up mouse), 1971
- Fisch ist Fisch (Original: Fish is fish), 1972
- Theodor und der sprechende Pilz, 1973
- Die Maus mit dem grünen Schwanz, 1974
- Seine eigene Farbe (Original: A color of his own), 1975
- Am Strand sind Steine die keine sind, 1975
- Im Kaninchengarten (Original: In the rabbitgarden), 1976
- Pezzettino, 1977
- Parallele Botanik (Original: Botanica parallela), 1978
- Geraldine und die Mauseflöte (Original: Geraldine, the music mouse), 1980
- Für Katzen streng verboten, 1981
- Wer macht die Blumen bunt?, 1981
- Was machen wir heute? (Original: Let’s make rabbits), 1982
- Cornelius (Original: Cornelius), 1983
- Nicolas, wo warst du?, 1987
- Tillie und die Mauer, 1989
- Matthias und sein Traum, 1991
- Ein gutes Jahr, 1992
- Mister McMaus (Original: Mr. McMouse), 1993
- Ein außergewöhnliches Ei (Original: An extraordinary egg), 1994
- Das gehört mir! (Original: It's Mine!), 1996
- Zwischen Zeiten und Welten. Autobiographie (Original: Between worlds), 1998